# Nordin ben Salah
Nordin ben Salah (ur. 18 maja 1972 w M’Tioua, Maroko, zm. 20 września 2004, Amsterdam) – bokser holenderski.

## Przebieg kariery
W wieku lat 15 rozpoczął karierę jako kickbokser. Zdobył mistrzostwo Europy (1993) i świata (1994) w kickboksingu. 28 maja 1994 debiutował w boksie zawodowym (waga półciężka), nokautując Węgra Laszlo Jacobsa. Po serii zwycięskich walk sięgnął po mistrzostwo świata federacji WBU, pokonując Niemca Norberta Nierobę 8 maja 1999. Został jednak pozbawiony pasa mistrzowskiego po badaniach antydopingowych.
Kolejną szansę zdobycia mistrzostwa świata, tym razem federacji WBA, miał w 2001. Przegrał jednak 6 października 2001 w Kolonii z reprezentantem RPA, Sidneyem Msutu. Już w marcu 2002 zrewanżował się jednak Msutu i zdobył tytuł. Trzykrotnie skutecznie bronił mistrzostwa, poniósł porażkę 16 marca 2003 w Rotterdamie z Argentyńczykiem Francisco Morą. Zrewanżował się, odzyskując tytuł 6 września 2003 w Erfurcie. Po tym sukcesie zakończył karierę zawodniczą.
W ciągu kariery stoczył 39 walk: wygrał 36, poniósł 2 porażki, jedna walka zakończyła się remisem. 26 zwycięstw odniósł przez nokaut.
Zginął zastrzelony na ulicy w Amsterdamie.